# Realizm magiczny (malarstwo)

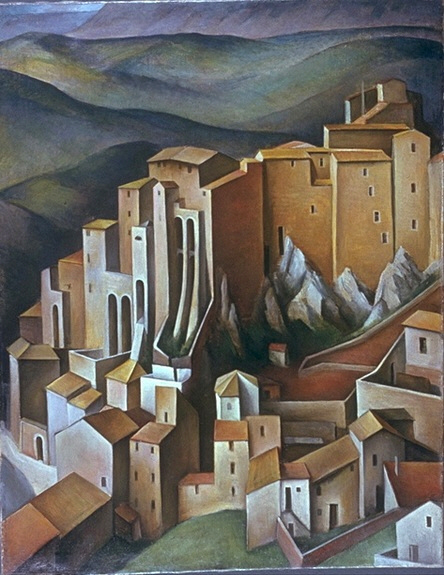
Alexander Kanoldt: Olevano, 1927

Realizm magiczny – styl w malarstwie XX w.
Nazwa stylu, ukuta w 1925 przez Franza Roha, początkowo odnosiła się do dzieła sztuki należącego do werystycznego kierunku Nowej Rzeczowości. Z czasem pojęcia rozszerzyło się na te style malarstwa realistycznego, które stosowały zagadkowy, tajemniczy i magiczny język form.
Styl ten, czerpiący inspirację z malarstwa metafizycznego, można traktować jako specyficzną formę surrealizmu. Twórcą tego kierunku był Carel Willink, a najwybitniejsze dzieła powstawały w latach 30. XX w.
Malarstwo realizmu magicznego pokazuje na pozór zwyczajny świat, który jednak odbiega od normalności. Trudne do wychwycenia napięcie wyraża się w dziwnych kontrastach, tajemniczych złożeniach osób i miejsc lub w dużo odważniejszym chaosie przedmiotów i ludzi. Na obrazach Willinka widzimy więc elegancko ubranych panów zwiedzających ruiny Pompejów (Późni goście Pompejów) lub cichą ulicę miasta, nad którą wisi niemo wielki sterowiec (Zeppelin). Realizm magiczny budzi rozmaite pytania, jak np. to, dlaczego na obrazie Rafała Malczewskiego przedstawiającym Szymona Słupnika całe niebo zasnute jest czarnym dymem. Istotą realizmu magicznego jest właśnie element niejasności, który ma pobudzać do tworzenia samodzielnych interpretacji.
W Europie Środkowej realizm magiczny często wyrażał negację sztuki modernistycznej lub awangardowej, był próbą powrotu do konserwatywnego ładu. Do jego przedstawicieli należeli Giorgio de Chirico, Alberto Savinio, Alexander Kanoldt i Adolf Ziegler. Realizm magiczny jest ściśle powiązany z onirycznymi przedstawieniami surrealizmu i neoromantyzmu we Francji. Termin ten jest również używany w kontekście niektórych amerykańskich malarzy lat 40. i 50. XX w., w tym Paula Cadmusa, Philipa Evergooda i Ivana Albrighta.
Ze stylem tym łączy się czasem nazwiska Rene Magritte’a i Paula Delvaux, najczęściej wymienianych wśród malarzy surrealistycznych. Przestrzeń u Magritte’a jest dużo bardziej absurdalna niż u Willinka; Delvaux natomiast wzbudza podobny niepokój, co twórca realizmu magicznego. Na płótnach Delvaux dominującym motywem są nagie kobiety wtapiające się w pejzaż, przy czym nigdy nie dowiemy się, dlaczego się tam znalazły, i czemu właściwie służy ich obecność.
Płynna jest granica między realizmem magicznym a malarstwem metafizycznym, zwłaszcza w malarstwie de Chirico, którego puste, wyludnione, klasycyzujące przestrzenie budzą podobne wrażenia, co miejskie pejzaże Willinka.